# Tương trợ nuôi dưỡng

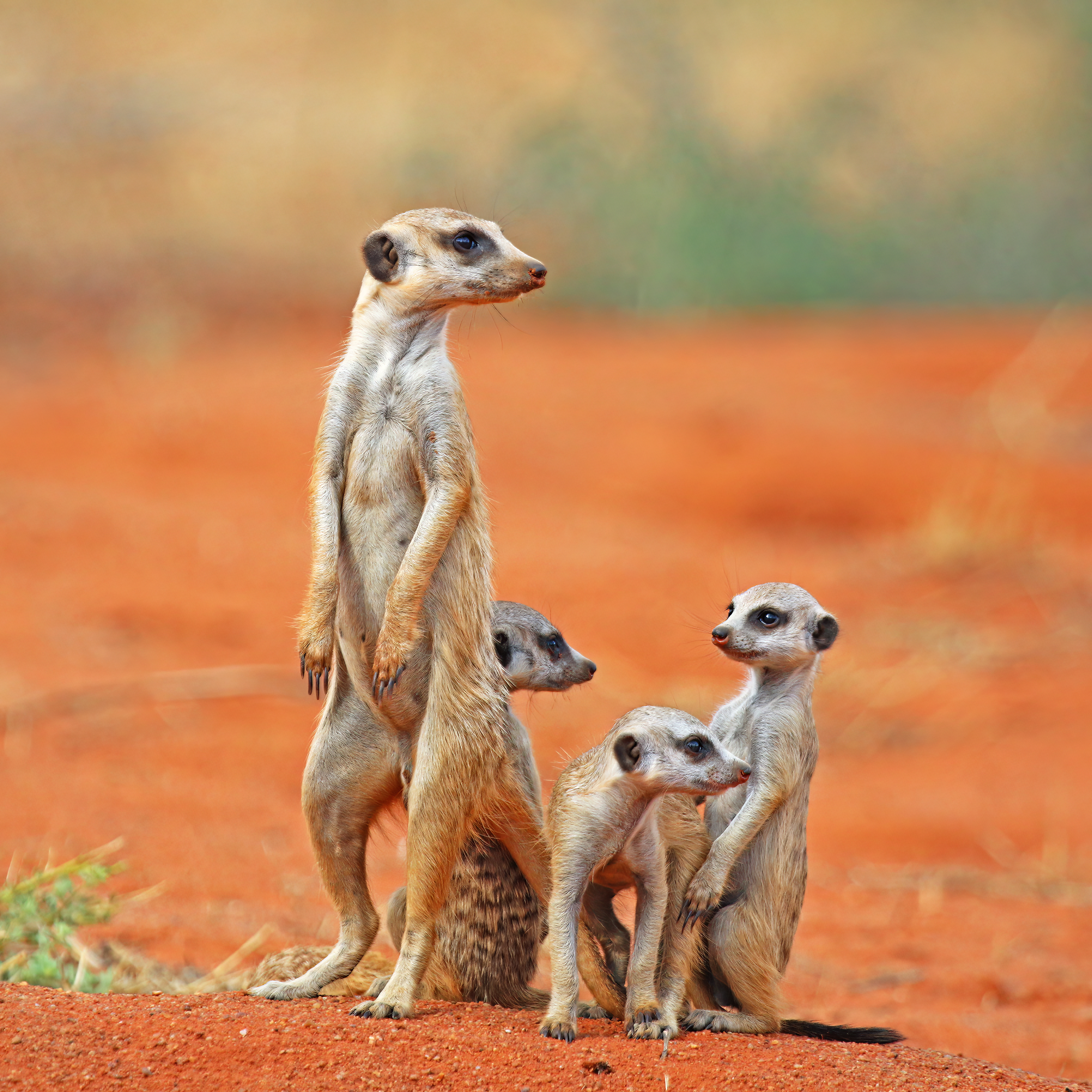
Những con cầy vằn Meerkat được ghi nhận là những vú em tận tụy trong thế giới động vật

Tương trợ nuôi dưỡng hay hợp tác chăm sóc (Cooperative breeding) là một tập tính chăm sóc và nuôi dưỡng con cái trong tự nhiên ở những loài động vật xã hội, theo đó, những con non sẽ nhận được sự chăm sóc, bảo vệ không chỉ từ cha mẹ của chúng, mà còn từ các thành viên khác trong nhóm động vật hoặc trong một bầy, đàn để tương trợ, đỡ đần, chia sẻ trách nhiệm chăm con cho những con bố mẹ, những cá thể nhận nuôi con non này thường được gọi là "vú em" hay "bảo mẫu".

## Đại cương
Tương trợ nuôi dưỡng được ghi nhận nhiều cấu trúc nhóm thuộc hệ thống giao phối khác nhau, từ một cặp sinh sản hay còn gọi là cặp giống (Breeding pair) với những vú em là con đẻ từ lứa đẻ trước (các anh chị sẽ thay bố mẹ chăm sóc cho em út), đến các nhóm có nhiều con đực và con cái (đa phối nhóm) và những kẻ bảo mẫu là những con trưởng thành của một số nhưng không phải tất cả trong số những kẻ tham gia. Hợp tác nuôi dưỡng ra trên các nhóm gồm chim, thú, ở cá và côn trùng.
Nhiều giả thuyết đã được nêu lên để giải thích sự tiến hóa của tập tính cùng chăm sóc vì đây là việc từ bỏ cơ hội sinh sản của một cá thể để hỗ trợ sự thành công sinh sản cho những cá thể khác. Nhiều nghiên cứu vẫn chưa làm sáng tỏ việc một con vật phải phí sức đi chăm sóc cho những con non của con vật khác mà chẳng liên quan thiết thân đến mình, điều này có vẻ không phù hợp với bản năng của loài vật, theo đó chúng thường chỉ giành lấy miếng ăn, chỗ ở, chiếm bạn tình và chăm sóc con cái của chính chúng. Do đó, Tăng cường gắn kết nhóm là một giả thuyết thứ hai đối với sự phát triển của tập tính này.
Giả thuyết về tăng cường liên kết nhóm cho thấy rằng việc tăng quy mô và độ gắn kết của nhóm thông qua việc tương trợ giúp tăng sự sống sót của từng cá thể và có thể làm tăng cơ hội sinh tồn trong tương lai của kẻ vú em này chứ không phải chúng bõ công. Bằng cách tăng cường mối quan hệ trong nhóm, mỗi thành viên cá thể làm giảm nguy cơ bị trở thành nạn nhân của loài săn mồi thông qua việc đoàn kết, gắn bó hơn. Ngoài ra, sự gia tăng thành viên làm giảm thì giờ của mỗi kẻ chăm sóc dưới dạng canh gác (đứng trên bề mặt cao để quan sát động vật ăn thịt) hoặc trông chừng con non (bảo vệ con cái và hang ổ) cho phép kẻ trợ giúp tìm kiếm thức ăn trong thời gian dài hơn vì đã có những con khác luân phiên đảm nhiệm để chúng rảnh tay kiếm mồi.

## Ghi nhận
Những con cầy Meerkat sẽ thuần thục và động dục sinh sản khi được một tuổi và có thể có tới bốn lứa mỗi năm. Tuy nhiên, thông thường, đó là cặp thủ lĩnh (alpha) có quyền giao phối và thường sẽ giết bất kỳ con non nào không phải là của chúng. Trong khi con cái alpha rời khỏi nhóm, con cái chưa bao giờ sinh sản và săn mồi để nuôi con, cũng như trông chừng, bảo vệ và bảo vệ chúng khỏi những kẻ săn mồi. Người ta đã phát hiện ra rằng những vú em khác nhau trong bầy mới chính là những kẻ kiếm thức ăn về cho con non và dạy dỗ chúng cách kiếm thức ăn. Sự khác biệt trong việc cung cấp thức ăn là do việc kiếm được thức ăn, giới tính và tuổi của những con cầy này.
Ở các loài linh trưởng cũng ghi nhận hiện tượng này, ở các loài khỉ cỡ nhỏ trong nhóm khỉ Tân thế giới có hành vi này gồm họ khỉ Callitrichidae, khỉ Marmoset và khỉ râu Tamarin (Saguinus), đặc biệt có giả thiết về hợp tác chăm sóc đã xuất hiện trong các hoạt động nuôi con của tổ tiên vượn người, loại hợp tác này của con người và hành động chăm sóc con chung của những con vượn cổ giúp chúng có khả năng nhận biết và hiểu biết lẫn nhau. Hợp tác chăm sóc đã góp phần bảo vệ trẻ sơ sinh và tỷ lệ sống cao hơn. Điều có ích cho sự sinh tồn của loài đã dẫn đến việc lựa chọn những đặc điểm này và chúng được truyền lại cho các thế hệ tương lai.
Chăm sóc được chia sẻ có nghĩa là một mạng lưới những người chăm sóc mở rộng và bao gồm cả những người khác ngoài cha mẹ ruột được gọi là "Alloparenting" (trong đó từ "Allo" xuất phát từ tiếng Hy Lạp có nghĩa là "khác hơn") biểu thị bất kỳ cá thể nào khác ngoài cha mẹ ruột giúp đỡ việc sinh nở. Do đó, trẻ sơ sinh của các bộ lạc tổ tiên của con người đã được gắn chặt vào một loạt các mối quan hệ cá nhân tin tưởng với không chỉ mẹ, mà cả cha, anh chị em, ông bà mà cả những người không liên quan về mặt sinh học. Hợp tác chăm trẻ là một điểm trong sự tiến hóa của con người, thói quen chăm sóc này đã khiến một số loài vượn nhất định có cảm xúc hiện đại so với các loài vượn khác như tinh tinh, tạo cho loài vượn người một khả năng suy nghĩ và nhận dạng với nhiều con khác.